# ألبرت فيرير (شخصية أعمال ضخمة)
ألبرت فيرير هو شخصية أعمال ضخمة بلجيكي، ولد في 4 فبراير 1926 في Fontaine-l'Évêque ‏ في بلجيكا، وتوفي في 3 ديسمبر 2018 في Gerpinnes ‏ في بلجيكا.

## وصلات خارجية
- ألبرت فيرير على موقع مونزينجر (الألمانية)